# Usina Nuclear de Kuosheng

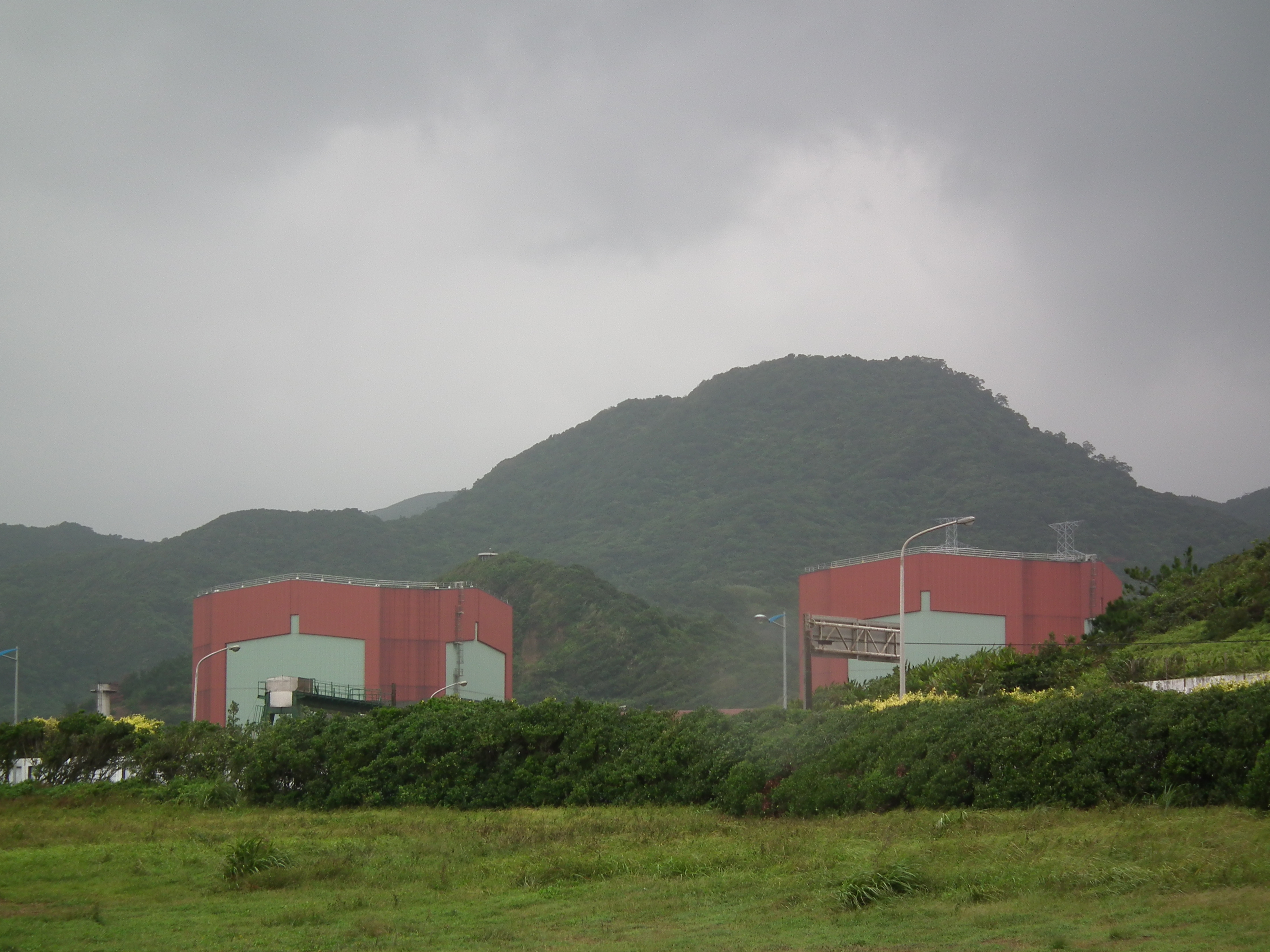
A usina em 2010.

A Usina Nuclear de Kuosheng (ou Guosheng) (國聖核能發電廠 ou 核二) é uma planta de energia nuclear em Wanli, Nova Taipei, Taiwan. A planta é atualmente a maior usina de energia nuclear em Taiwan, ao menos até que seja inaugurada a Usina Nuclear de Longmen (2.700 MW, ainda em construção).
Em 2015, mais de 5 milhões de pessoas viviam dentro de um raio de 30 km desta usina. Apenas a KANUPP no Paquistão tem mais gente.
A usina pode gerar 16 bilhões de kWh de eletricidade por ano.